# Бревијер (Па де Кале)
Бревијер (фр. Brévillers) насеље је и општина у североисточној Француској у региону Север-Па д Кале, у департману Па де Кале која припада префектури Montreuil.
По подацима из 2011. године у општини је живело 155 становника, а густина насељености је износила 51,16 становника/km². Општина се простире на површини од 3,03 km². Налази се на средњој надморској висини од 122 метара (максималној 130 m, а минималној 60 m).

## Демографија
| 1962. | 1968. | 1975. | 1982. | 1990. | 1999. | 2011. |
| ----- | ----- | ----- | ----- | ----- | ----- | ----- |
| 105   | 111   | 131   | 120   | 119   | 107   | 155   |

График промене броја становника у току последњих година